# 五條天神社 (京都市)

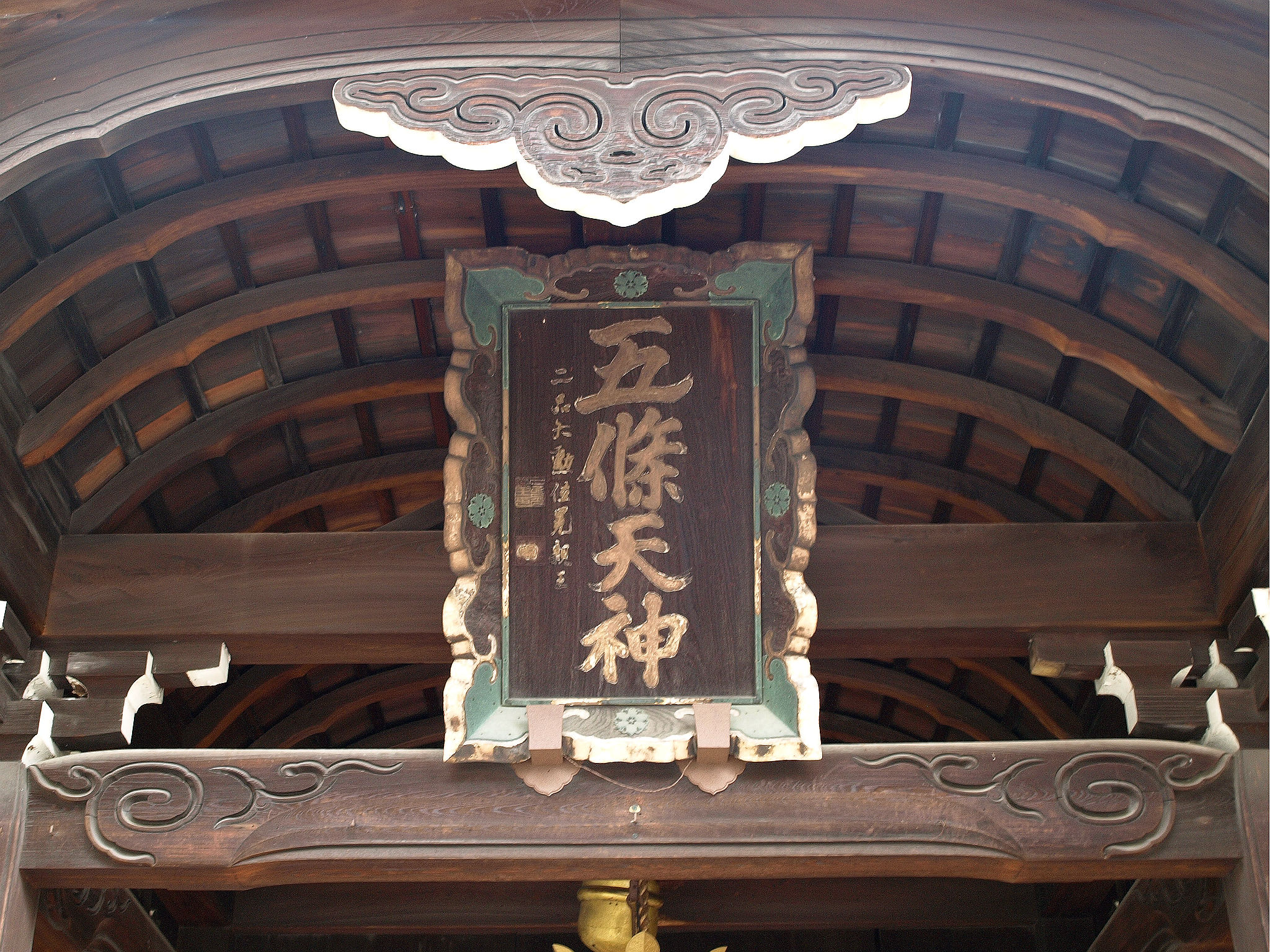
社殿・扁額

五條天神宮（ごじょうてんしんぐう）は、京都市下京区天神前にある神社。旧社格は村社。病気退散・厄除け・農耕・医薬の神として信仰されている。登記上の宗教法人名称は五条天神社。通称は「天使の宮」「天使社」。なお、社号の天神（テンシン）は天つ神（あまつかみ）を意味しており、菅原道真を祀る天神（テンジン）とは関連がない。

## 祭神
- 主祭神 - 少彦名命（すくなびこなのみこと）
- 配祀神 - 大巳貴命（おおなむぢのみこと）、天照皇大神

## 歴史
社伝によれば、延暦13年（794年）に桓武天皇の平安京遷都の折、天皇の命により大和国宇陀郡から空海が天つ神（あまつかみ）を勧請したのが当社の創建であるという。洛中最古の社である。当初は「天使の宮」「天使社」と称した。
天皇のご病気や疫病流行の折には、病気退散のため社前に靭（ゆき）を掲げて祈願し、室町時代以降は疫神、医道の祖神とされた。また最澄と空海は唐への出発前、当社において無事帰国を祈願している。
『義経記』では、一条堀川に住む陰陽師・鬼一法眼の謀略で源義経が北白川の印地大将・湛海と闘う場として当社が設定されており、また武蔵坊弁慶出生や義経・弁慶の出会いに深く関わる神社として登場する。
『祇園社記』によれば、久寿年間（1154年 - 1156年）等の一時期には、祇園社（現・八坂神社）の末社であったとされている。
後鳥羽上皇の時代に「五條天神宮」へ改称された。社号の五條は、当社北側にある松原通がかつて五条通と呼ばれていたことに由来する。
『看聞御記』には、応永28年（1421年）疫病の流行を防止できなかったことから、責任を問われ天皇から流罪を命じられたと記録されている。
その後、大永8年（1528年）の火災、天明8年（1788年）の天明の大火、元治元年（1864年）のどんどん焼けで焼失するも、その都度復興している。
明治時代になると、村社に列せられている。

## 祭事
例祭には厄祓けに訪れる参詣者が多い。また節分には宝船図が授与される。この古図は日本最古のものとされ、船に稲穂を一束乗せただけの簡素な図案が描かれており、厄除け・病除けのご利益があるとされる。
- 歳旦祭：1月1日
- 節分祭：2月3日
- 例祭：5月10日
- 氏子祭：10月 体育の日

## 境内

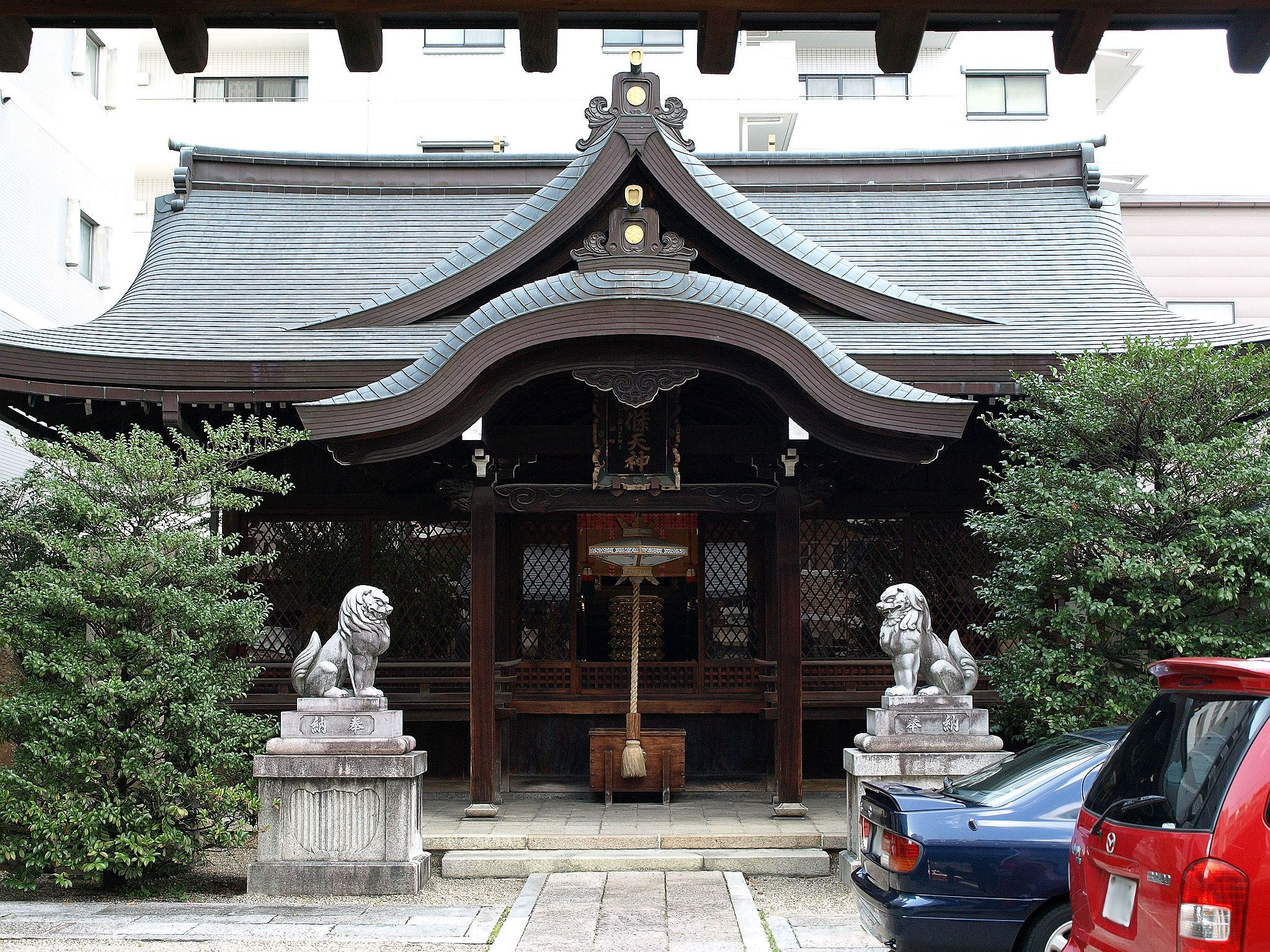
社殿

- 本殿 - 元治元年（1864年）のどんどん焼け後の再建。
- 拝殿
- 社務所
- 北門
- 表門（東門）

### 摂末社
- 筑紫天満宮
- 稲荷神社
- 猿田彦神社
- 辨財天社
- 合祀社 - 白太夫神社、大国主神社、金刀比良神社、福部神社

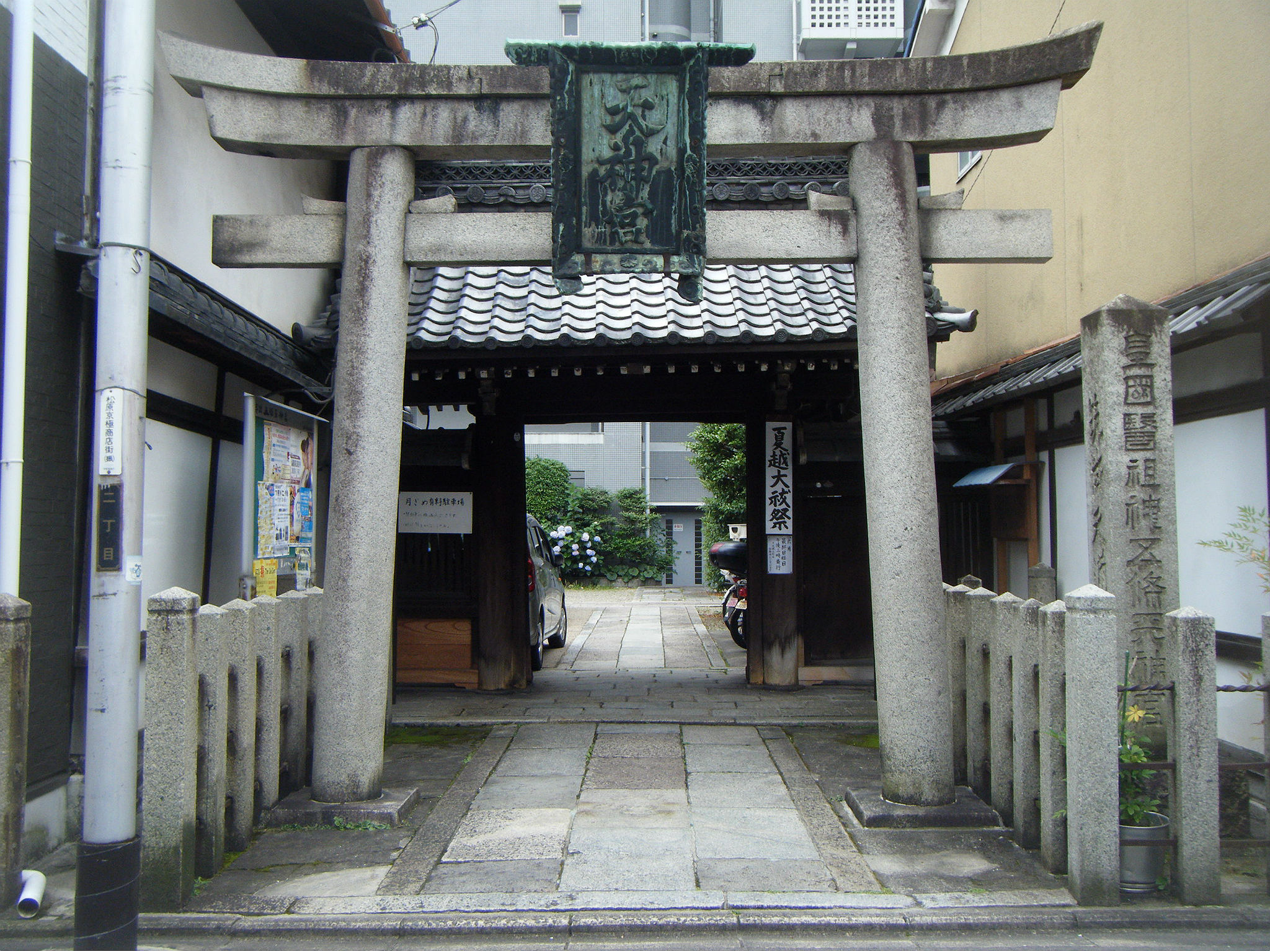
北門・鳥居（松原通）
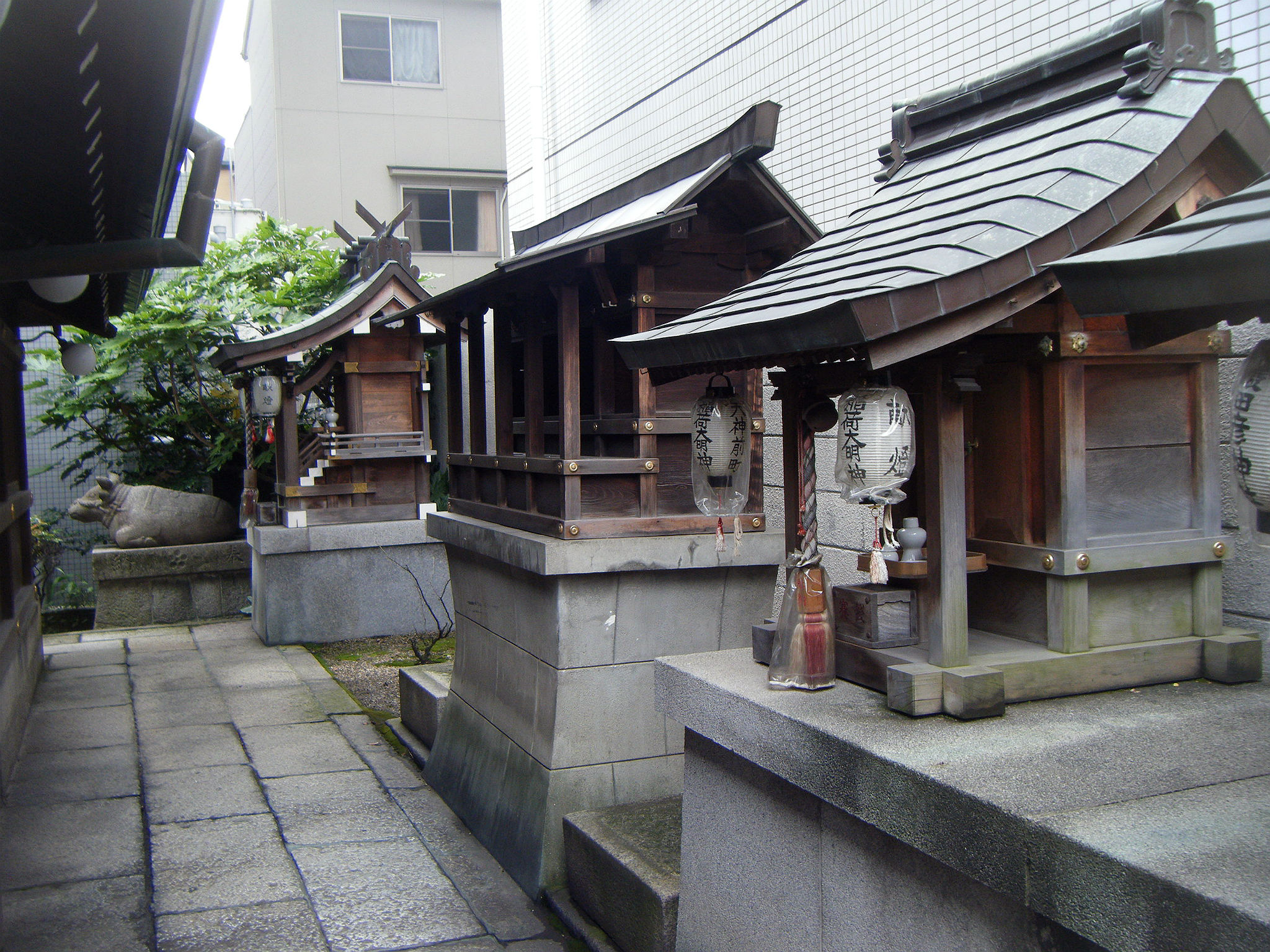
社殿裏に鎮座する末社
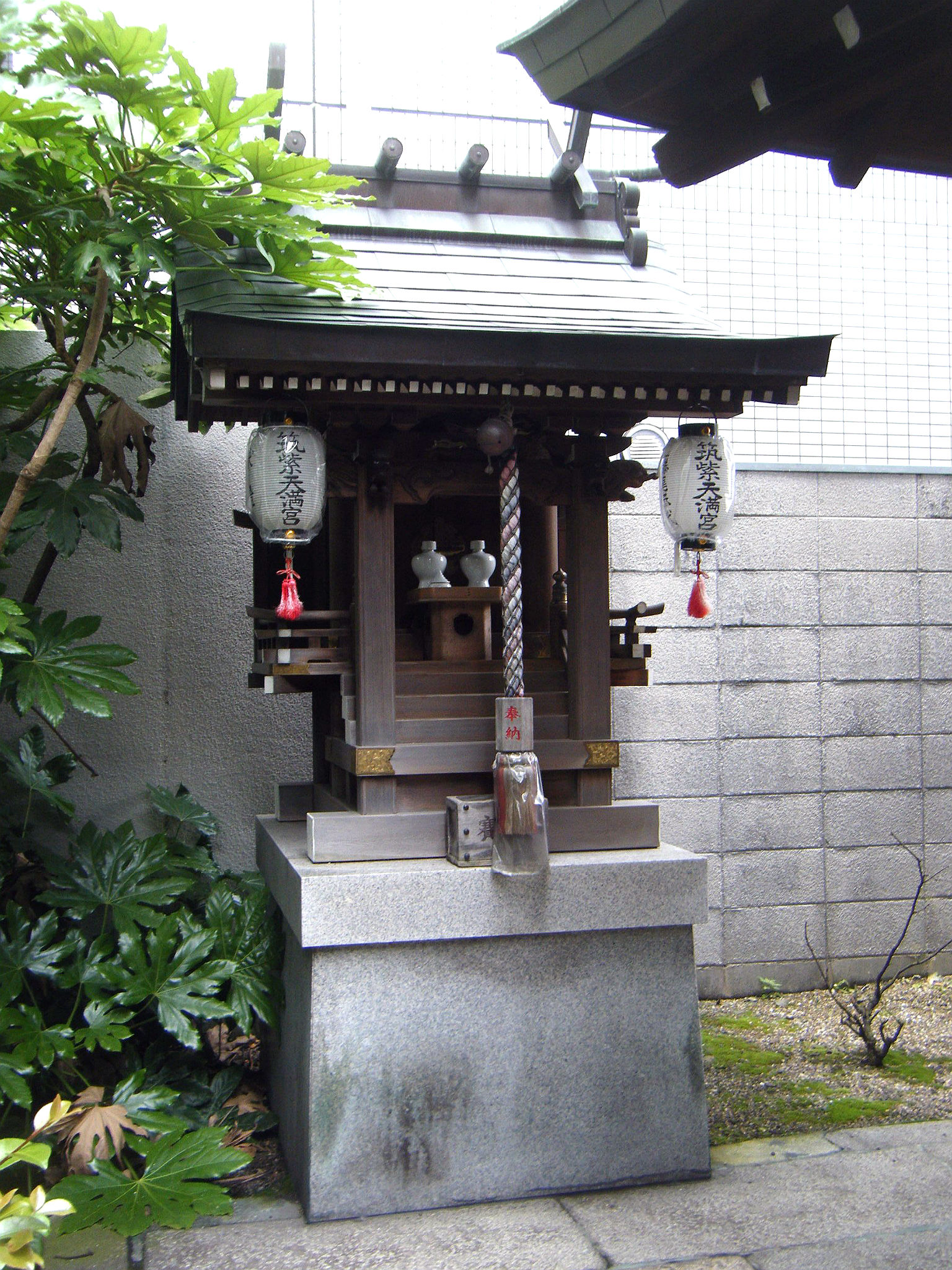
筑紫天満宮

## 周辺

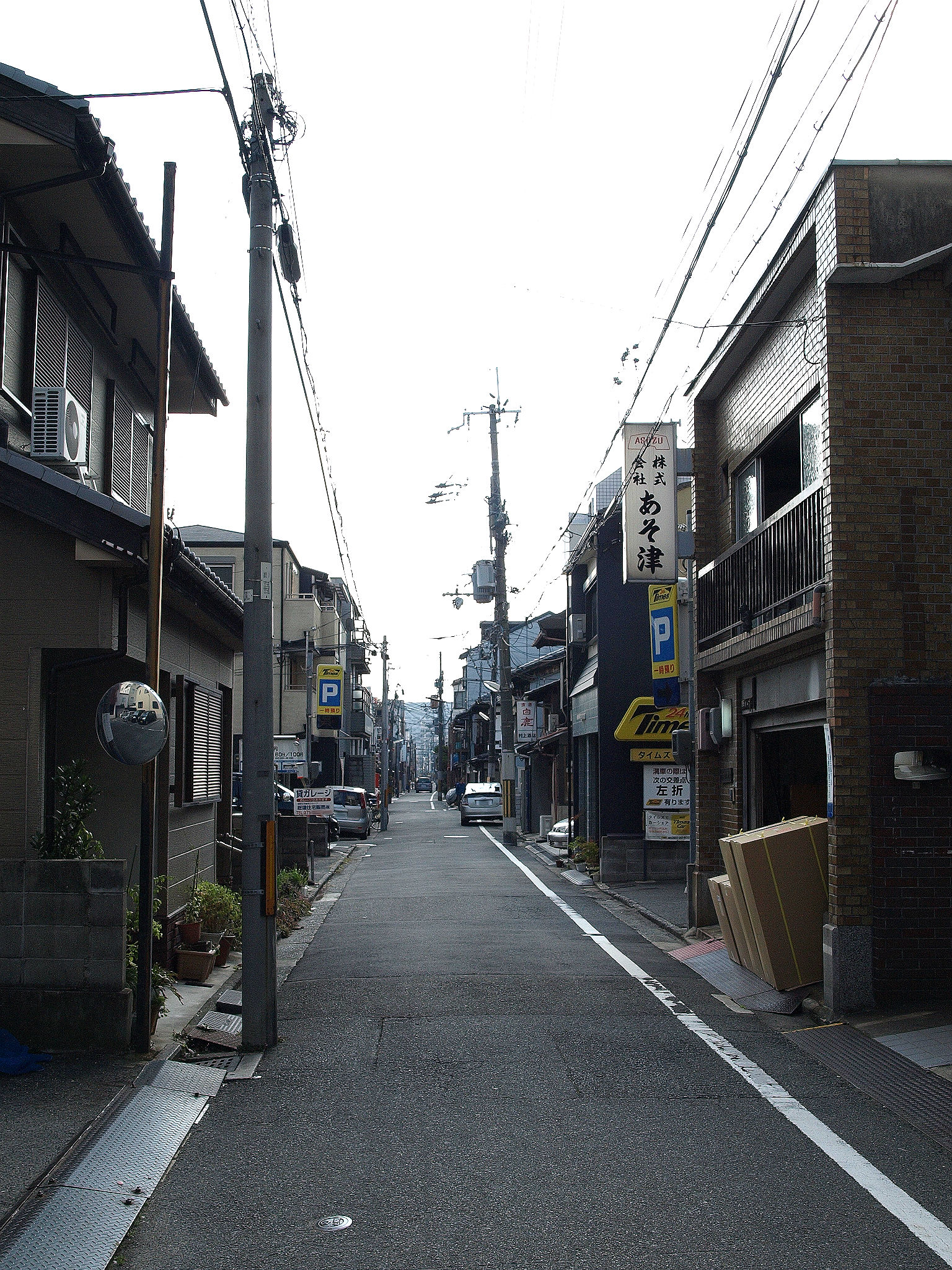
東中筋通（天使突抜三丁目）

### 天使突抜
当社の境内は、中世には東西4町・南北5町の広さがあり、周囲は森で囲まれていたとされるが、天正14年（1586年）、豊臣秀吉が京都に通りを新設（天正の地割）した際、敷地内の鎮守の森などを貫通したことから一帯の地名が「天使突抜（てんしつきぬけ）」になったとされる。過去の文献では「天使壱丁目」「天子のつきぬけ」等表記が異なるものの、宝暦12年（1762年）刊『京町鑑』には現在とほぼ同じ表記の地名「天使突抜一町目」より同四丁目までが確認できる。また町内には東中筋通があるが、同書では通りの一部が「天使突抜通」と記されている。

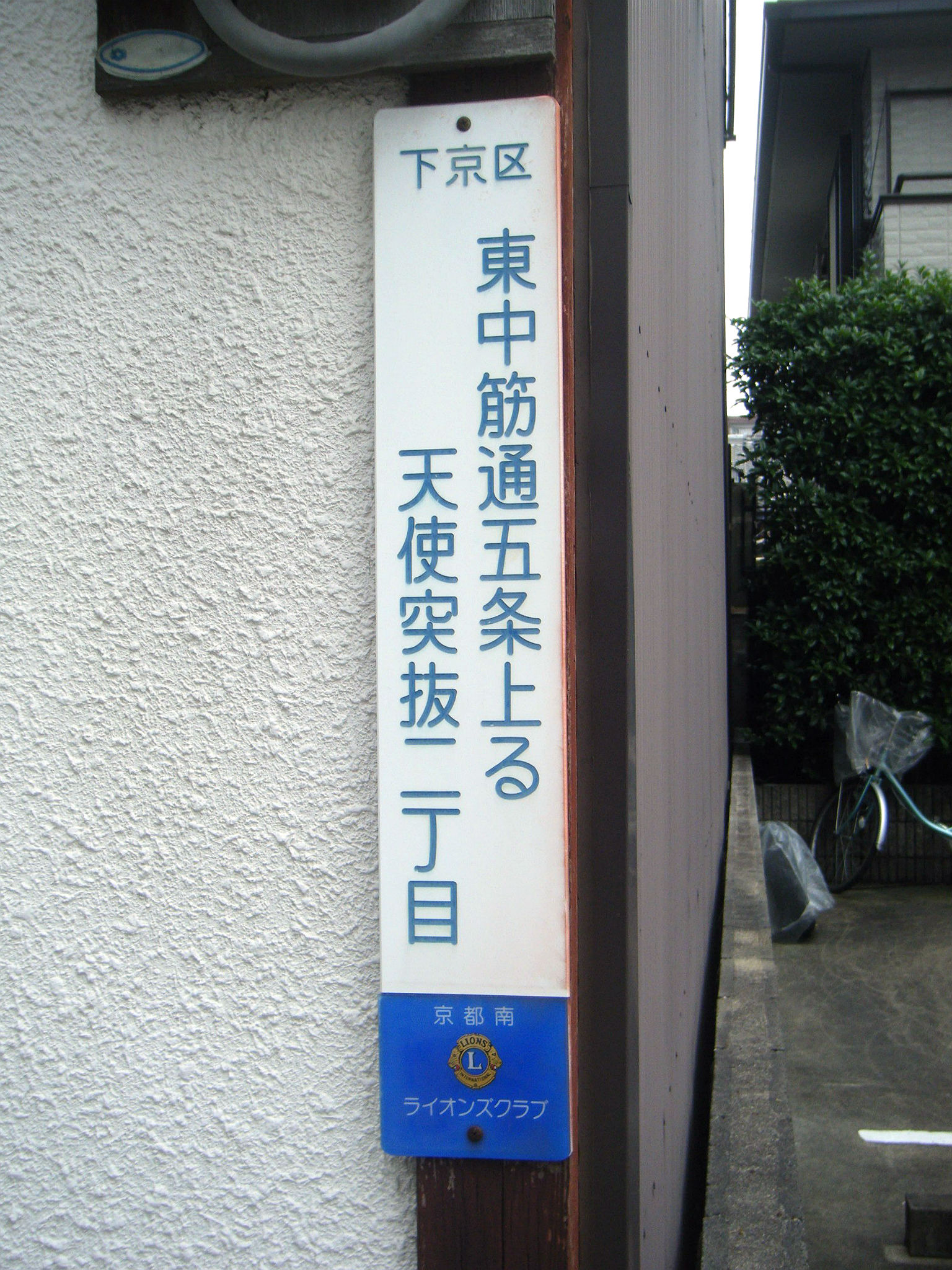
街区表示板（天使突抜二丁目）

## 交通アクセス

### 鉄道
- 京都市営地下鉄烏丸線
  - 五条駅下車　北西へ約700m
  - 四条駅下車　南西へ約700m
- 阪急烏丸駅下車　南西へ約800m

### バス
- 京都市営バス「西洞院松原」バス停下車すぐ